# 치카다 유이치
치카다 유이치(일본어: 近田雄一, ちかだ ゆういち 지카다 유이치[*], 1976년 9월 28일 가나가와현 하다노시 ~ )는 일본의 언론인이며 NHK 소속 남성 아나운서이다. 애칭은 치카완(チカワン)이다.

## 생애
치카다 유이치(近田雄一) 아나운서는 1976년 9월 28일 일본 가나가와현 하다노시에서 태어났다. 그는 가나가와현립 아쓰기 고등학교(神奈川県立厚木高等学校)를 졸업하고 와세다 대학 정치 경제 학부를 졸업했다.

## 입사
치카다(近田) 아나운서는 1999년 NHK에 입사했다. 첫 발령지인 NHK 시즈오카 방송국에서 아나운서로써 시작을 했다. 그때 그는 NHK 뉴스 오하이요 시즈오카에서 방송을 했었다. 이 후 NHK 아오모리 방송국에서 옮긴 후에 도쿄도에 NHK 방송 센터로 옮겼다. 그는 2013년 4월 6일부터 2017년 4월 2일까지 NHK 뉴스 오하요 일본을 토,일,공휴일 진행을 4년간 했었고 NHK 오전 10시 뉴스도 토,일,공휴일 앵커를 4년간 했었다. 그러다가 2017년 4월 개편으로 현재 NHK 오사카 방송국으로 옮기면서 활동하고 있다. 그는 2017년 4월 3일부터 2019년 3월 29일까지 NHK 오사카 방송국의 뉴스 HOT 간사이를 이시바시 아사 아나운서와 같이 진행을 했고 2019년 4월 개편에 따라 매주 토요일 아침 7시 30분에 방송되는 위크엔드 간사이를 2020년 3월 28일까지 진행을 했었다.

## 에피소드
치카다 유이치 아나운서는 철도타는 것을 좋아하여, 담당 프로그램의 블로그에서 종종 다루고 있다.